# Limerodops elongatus
Limerodops elongatus là một loài tò vò trong họ Ichneumonidae.

## Hình ảnh

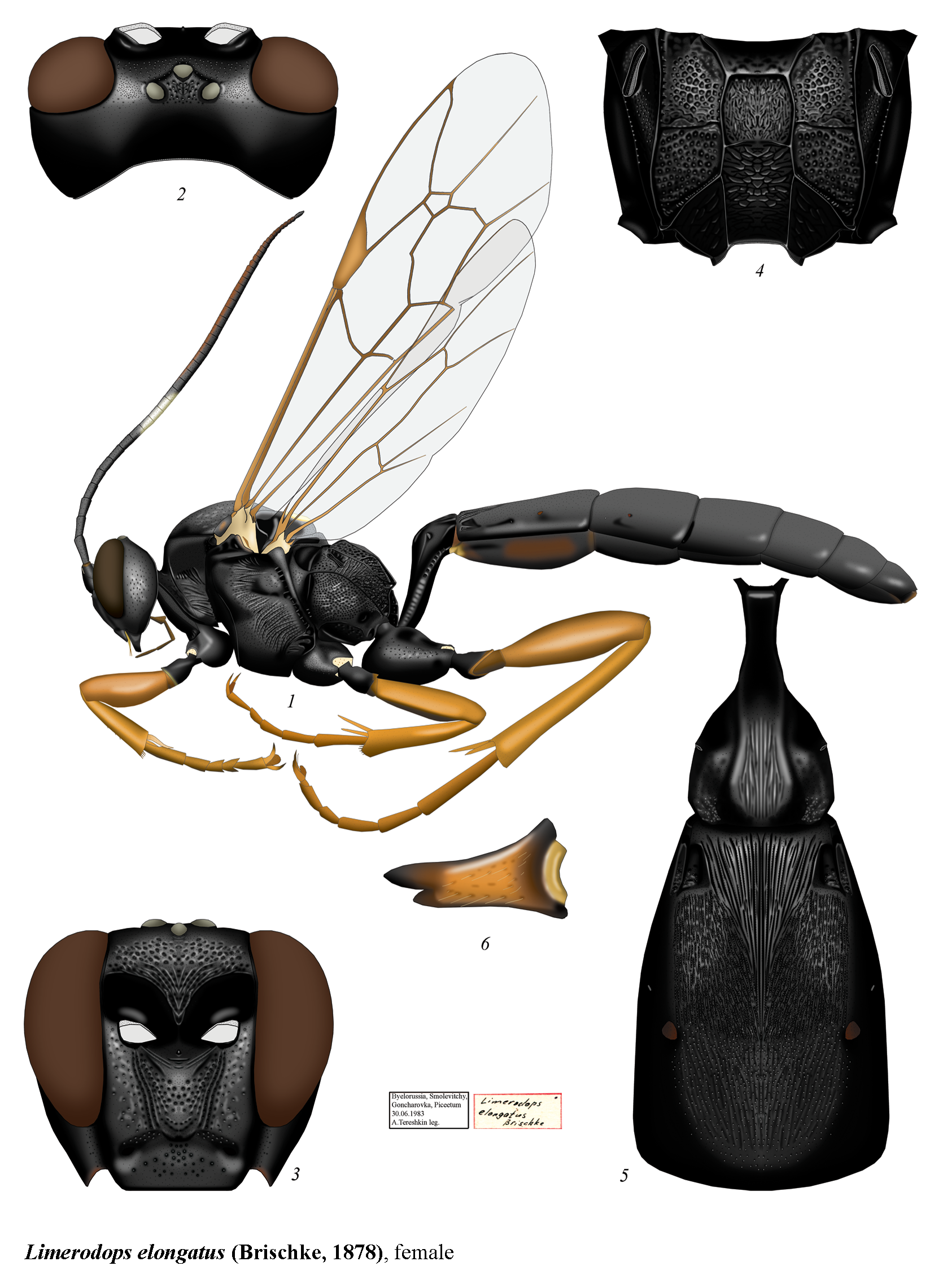